# Саєнко Юрій Ростиславович
Ю́рій Ростисла́вович Сає́нко (* 4 травня 1955, Львів) — український композитор, Заслужений діяч мистецтв України (2009).

## Життєпис
В 1974 році закінчив середню спеціалізовану музичну школу-інтернат імені Соломії Крушельницької по класу фортепіано, в 1979 — Львівську державну консерваторію ім. М. В. Лисенка. Працював в Івано-Франківській, Ужгородській та Рівненській філармоніях.
1988 року став учасником театру-студії «Не журись!». В цьому колективі багато писав власної музики та аранжувань для солістів «Не журись». З цим театром гастролював у багатьох країнах світу. З початку 1990-х років пише музику для львівських театрів: ім. М. Заньковецької, Муніципального театру ім. Л. Українки, Першого Українського театру для дітей та юнацтва, Молодого театру у Києві, Рівненського, Хмельницького та Дрогобицького театрів.
Створював музику до художніх та документальних фільмів: «Кисневий голод» (режисер А. Дончик); «Право на надію» (режисер Т. Ткаченко); «Коли її зовсім не чекаєш» (режисер Т. Магар); «Далекі і близькі» (режисер А. Гурна), українсько-польський проект і т. д.
У творчому доробку також симфонічна сюїта «Різдвяні Фантазії», «Фантазії на теми мелодій Білозора», мюзикл «Вірую» на слова Б. Стельмаха. Аудіо альбоми: «Ноктюрн для сина», «Улюблені вірші» (проект видавництва «А-ба-ба-га-ла-ма-га»), «Ангелику Божий…», «Як чоловік до Бога мандрував», «Народився Бог на санях», «Абетка» (проект видавництва «А-ба-ба-га-ла-ма-га»), «Абетка для незрячих», «Квіти у росі».
Останні роки Юрій Саєнко працює завідувачем музичної частини Першого Українського театру для дітей та юнацтва у м. Львові. Написав музику до 16 вистав цього театру.